# Rezoana Mallick Heena
Rezoana Mallick Heena (* 20. März 2007) ist eine indische Sprinterin, die sich auf den 400-Meter-Lauf spezialisiert hat.

## Sportliche Laufbahn
Erste internationale Erfahrungen sammelte Rezoana Mallick Heena im Jahr 2023, als sie bei den U18-Asienmeisterschaften in Taschkent mit neuem Meisterschaftsrekord von 52,98 s die Goldmedaille im 400-Meter-Lauf gewann und sich über 200 Meter in 24,38 s die Silbermedaille sicherte. Zudem siegte sie in 2:11,21 min mit der indischen Sprintstaffel (1000 Meter). Anschließend siegte sie in 53,32 s bei den U20-Asienmeisterschaften in Yecheon über 400 Meter sowie in 3:40,50 min auch mit der indischen 4-mal-400-Meter-Staffel. Zudem gewann sie in der Mixed-Staffel in 3:30,13 min die Bronzemedaille. Im Juli gewann sie dann bei den Asienmeisterschaften in Bangkok in 3:33,73 min gemeinsam mit Aishwarya Mishra, Jyothika Sri Dandi und Subha Venkatesan die Bronzemedaille in der 4-mal-400-Meter-Staffel hinter den Teams aus Vietnam und Sri Lanka.

## Persönliche Bestleistungen
- 200 Meter: 24,23 s (+0,9 m/s), 11. März 2023 in Udupi
- 300 Meter: 38,57 s, 12. November 2022 in Guwahati
- 400 Meter: 52,98 s, 28. April 2023 in Taschkent